# Pic de Maupas
Le pic de Maupas est un sommet frontalier du Luchonnais dans les Pyrénées centrales qui culmine à 3 109 ou 3 111 m.

## Toponymie
Maupas signifie « mauvais passage » car le passage entre le glacier du Maupas, aujourd'hui disparu, et la pente sommitale est un peu délicat.

## Géographie
Il est situé entre la région de l'Aragon en Espagne et le département de la Haute-Garonne, au-dessus du Haut-Luchonnais et de Bagnères-de-Luchon.

### Topographie
Il domine le cirque des Crabioules et Superbagnères au nord, le vallon de Remugne au sud.

### Géologie
Ce sommet est principalement granitique.

## Activités

### Ascension
De nombreuses voies d'escalade existent sur ses faces. L'accès est aussi possible sur les arêtes est (depuis le pic de Boum) et ouest (depuis le col des Crabioules, ou par des pentes de neiges intermédiaires). La voie normale est au nord en passant par le refuge du Maupas, puis le col entre la Tusse et le pic de Maupas.
Sur le versant français, à 2 450 m, existe le refuge du Maupas géré par la Fédération française des clubs alpins et de montagne.

### Mesures climatologiques
Une des 28 balises Nivôse de Météo-France sous forme d'une station météorologique automatique est installée près du refuge du Maupas à 2 430 m, un des huit sites pyrénéens. Ces stations ont été créées afin de permettre aux météorologues et plus largement au public d'accéder librement aux données par internet en temps réel concernant des lieux montagneux difficiles d'accès et pour l'ensemble de la zone.
Autonome en énergie, la station se compose d'un thermomètre, d'un capteur de hauteur de neige, d'un anémomètre et d'un hygromètre.